# Hispar Muztagh
Hispar Muztagh es una subcordillera del Karakórum en Pakistán. Se encuentra en el Gojal en Gilgit-Baltistán, Pakistán o Gilgit-Baltistan, al norte del Glaciar Hispar y al sur del Valle de Shimshal, y al este del Valle de Hunza. Es la segunda subcordillera más alta del Karakórum, siendo la primera Baltoro Muztagh. La montaña más alta de la zona es el Distaghil Sar con 7.885 m s. n. m.

## Picos más importantes del Hispar Muztagh
| Montaña            | Altura (m) | Coordenadas                                | Prominencia (m) | Montaña padre      | Primera ascensión | Ascensiones (intentos) |
| ------------------ | ---------- | ------------------------------------------ | --------------- | ------------------ | ----------------- | ---------------------- |
| Distaghil Sar      | 7.885      | 36°19′33″N 75°11′18″E / 36.32583, 75.18833 | 2.525           | K2                 | 1960              | 3 (5)                  |
| Khunyang Chhish    | 7.823      | 36°12′19″N 75°12′28″E / 36.20528, 75.20778 | 1.765           | Distaghil Sar      | 1971              | 2 (6)                  |
| Kanjut Sar         | 7.760      | 36°12′18″N 75°25′04″E / 36.20500, 75.41778 | 1.690           | Khunyang Chhish    | 1959              | 2 (1)                  |
| Trivor             | 7.577      | 36°17′15″N 75°05′10″E / 36.28750, 75.08611 | 1.000           | Distaghil Sar      | 1960              | 2 (5)                  |
| Pumari Chhish      | 7.492      | 36°12′40″N 75°15′10″E / 36.21111, 75.25278 | 884             | Khunyang Chhish    | 1979              | 1 (2)                  |
| Yukshin Gardan Sar | 7.469      | 36°15′00″N 75°22′30″E / 36.25000, 75.37500 | 1.313           | Pumari Chhish      | 1984              | 4 (1)                  |
| Momhil Sar         | 7.414      | 36°19′04″N 75°02′11″E / 36.31778, 75.03639 | 990             | Trivor             | 1964              | 2 (6)                  |
| Yazghil Dome South | 7.324      | 36°19′N 75°13′E / 36.317, 75.217           | <500            | Distaghil Sar      | ???               | ???                    |
| Yutmaru Sar        | 7.283      | 36°13′40″N 75°22′05″E / 36.22778, 75.36806 | 620             | Yukshin Gardan Sar | 1980              | 1 (1)                  |
| Lupghar Sar        | 7.200      | 36°20′52″N 75°00′57″E / 36.34778, 75.01583 | 730             | Momhil Sar         | 1979              | 1 (0)                  |
| Bularung Sar       | 7.200      | 36°18′N 75°08′E / 36.300, 75.133           | <500            | Trivor             | ???               | ???                    |

## Fuente
Jerzy Wala, Esbozos de mapas orográficos: Karakórum, Fundación Suiza para la Investigación Alpina, Zúrich, 1990.